# Davy Crockett
Davy Crockett (též David Crockett, 17. srpna 1786 – 6. března 1836) byl americký lidový hrdina, pohraničník, voják a politik. Často se mu dává přezdívka Král divoké hranice. Zastupoval Tennessee ve Sněmovně reprezentantů USA a bojoval v texaské revoluci.
Crockett vyrostl ve východním Tennessee, kde získal proslulost jako lovec a vyprávěč. Stal se plukovníkem milice okresu Lawrence County v Tennessee a roku 1821 byl zvolen do tennesseeského zákonodárného sboru.
V roce 1827 byl zvolen do amerického Kongresu, kde často oponoval politice prezidenta Andrewa Jacksona, obzvlášť byl proti Zákonu o odstranění indiánů (Indian Removal Act). Crockettova opozice vůči Jacksonovi vedla k jeho porážce ve volbách roku 1831. Byl znovu zvolen roku 1833, pak těsně prohrál v roce 1835, což krátce potom vedlo k jeho rozzlobenému odchodu do Texasu (tehdy to byl mexický stát Tejas). Na začátku roku 1836 se zúčastnil texaské revoluce a byl „pravděpodobně“ popraven v bitvě o Alamo poté, co byl zajat a možná se vzdal mexické armádě.
Crockett se už zaživa proslavil nadlidskými výkony, popularizovanými divadelními hrami a almanachy. Po smrti mu byly i nadále připočítávány činy mytických rozměrů. Ve 20. století se stal hrdinou televizních a filmových zpracování a stal se jedním z nejznámějších amerických hrdinů.
Byla po něm mimo jiné pojmenována i jedna z atomových zbraní.